# Weidenhof (Frankfurt am Main)

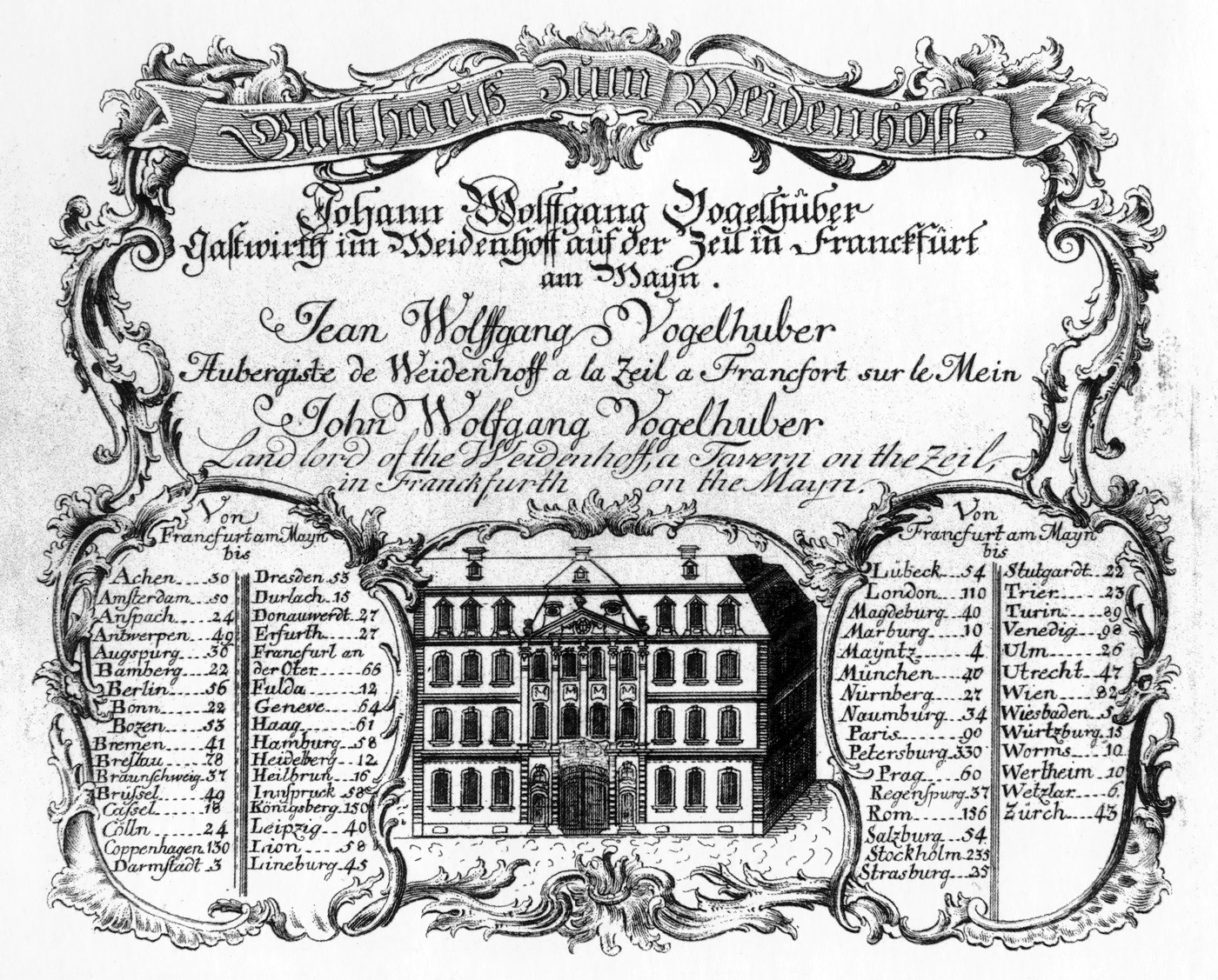
Gastkarte des Weidenhofs, um 1770 (Kupferstich)

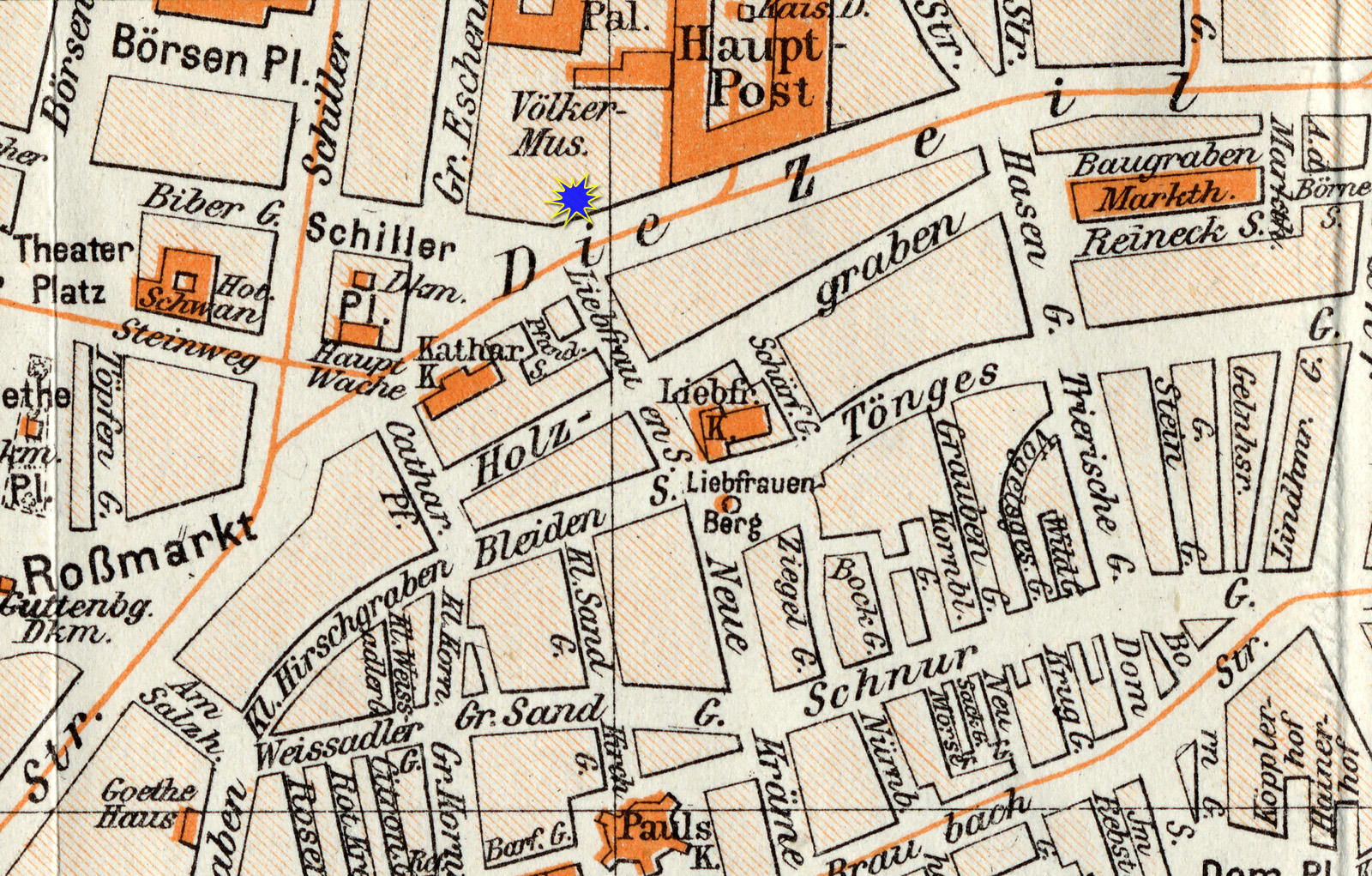
Position des Gebäudes (blaue Markierung oben links) in der Frankfurter Innenstadt (Chromolithografie, 1904)

Der Weidenhof war der älteste Gasthof auf der Zeil in der heutigen Innenstadt von Frankfurt am Main. Die Hausanschrift nach der im Siebenjährigen Krieg etablierten Quartiernummerierung lautete D34; nach Einführung der Hausnummern 1847 hätte dies Zeil 68, nach der bis heute gültigen Neunummerierung 1911 Zeil 118 entsprochen.
Anfang des 17. Jahrhunderts erstmals erwähnt und kurz darauf neu erbaut zählte das Gebäude im 18. Jahrhundert spätestens ab der Übernahme durch Friedrich Georg Göthe, dem Großvater Johann Wolfgang Goethes, zu den ersten Hoteladressen der Stadt. Im 19. Jahrhundert erlosch der Hotelbetrieb im Weidenhof aufgrund des Wandels der Zeil zu einer Geschäftsstraße, kurz darauf musste auch das Gebäude einem Neubau weichen.
Der traditionsreiche Name blieb dennoch bis zum Zweiten Weltkrieg im Bewusstsein der Stadt präsent. 2010 eröffnete im Rahmen der jüngsten Umgestaltung der Zeil ein Gastronomiebetrieb in einem Pavillon nahe dem einstigen Standort, der den Namen des Weidenhofs nach rund 170 Jahren wieder aufgenommen hat.

## Geschichte

### Frühgeschichte bis zum Neubau
Der Name des Weidenhofs lässt sich bis in das 15. Jahrhundert zurückverfolgen. Damals war die primär als Viehmarkt genutzte Zeil erst seit knapp hundert Jahren offizieller Teil der Stadt, denn 1333 hatte Kaiser Ludwig IV. eine Zweite Stadterweiterung genehmigt, die das Stadtgebiet über die staufischen Grenzen des späten 12. Jahrhunderts ausdehnte. Letztere sind heute noch im Stadtbild durch Straßennamen mit dem Suffix -graben erkennbar.

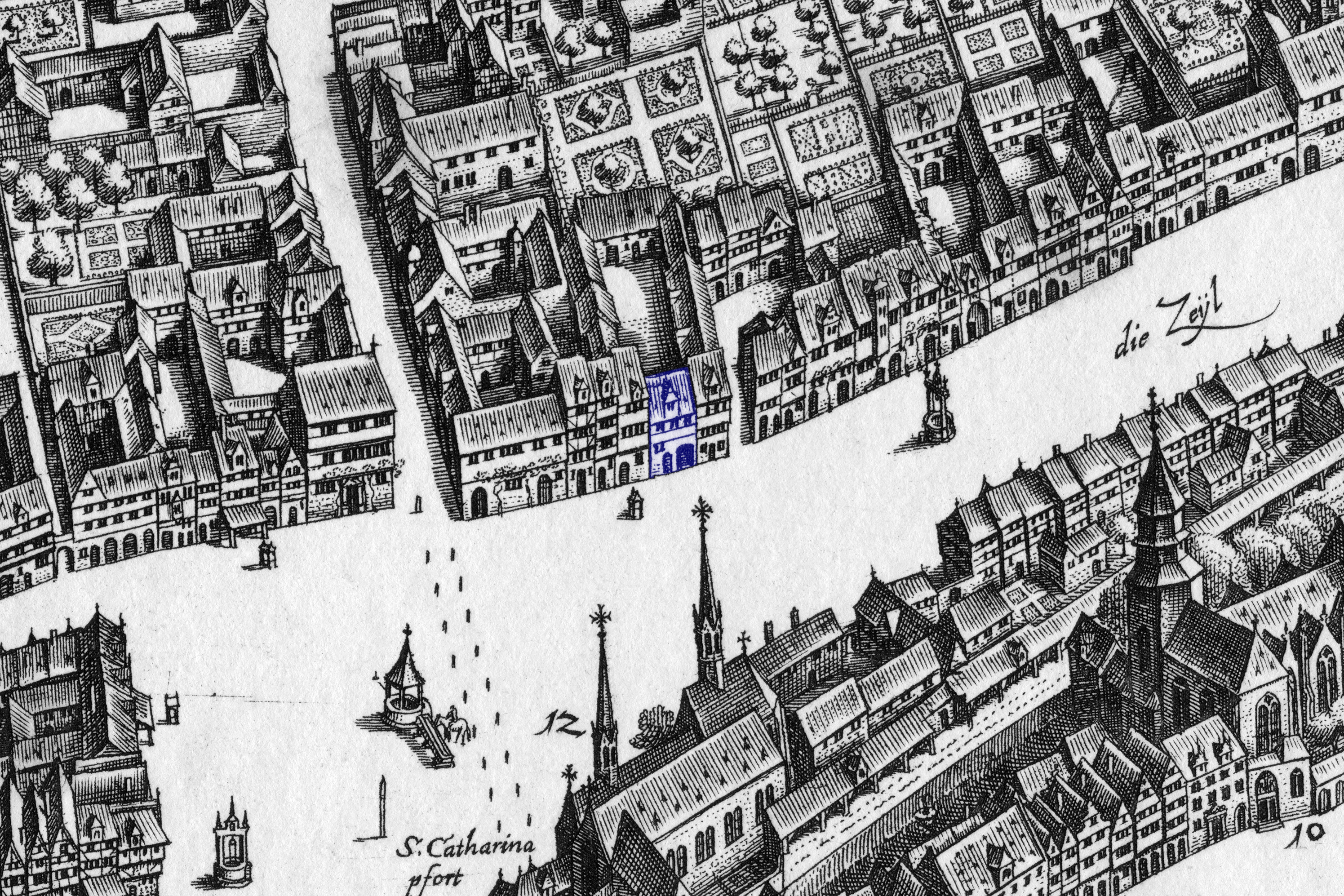
Der anzunehmende Vorgängerbau des 1628 erfolgten Neubaus, ein Haus weiter rechts ist das Weidengäßchen erkennbar, 1628 (Kupferstich von Matthäus Merian d. Ä.)

Zwischen einstigem staufischen Gebiet und der neuen Stadtmauer entstand die Neustadt, die sich heute in etwa mit dem Stadtteil Innenstadt deckt. 1414 wird urkundlich erstmals ein „Husz in der Nuwenstadt an dem fehemarkt genannt zur Wyden zuschen Engel Weisse und Wigand Smydts Husz“ genannt. Weitere Einträge in den nächsten Jahrzehnten bestätigen, dass in den Urkunden bereits der spätere Weidenhof genannt ist. 1446 wurde von einem Johann Eckelmann nahe dem „hoffe, den man nennet zur Wyden“ ein Häuschen an ein Mitglied der bedeutenden Frankfurter Patrizierfamilie Holzhausen, Gipel von Holzhausen, für 28 Gulden verkauft. Aus der Urkunde geht auch hervor, dass in der Nähe bereits der „Kalenwege“, das spätere Weidengäßchen, verlief, welches Hinterhofgebäude erschloss.
Die frühe Eigentümerhistorie ist im weiteren Verlauf weder anhand der publizierten Literatur noch der öffentlich einsehbaren Regesten des Instituts für Stadtgeschichte nachzuvollziehen. 1572 erscheint der Weidenhof erstmals unter seinem späteren Namen in einer Urkunde, 1610 ist von einer „Wirtin im Weidenhofe“ die Rede, was gemeinhein als frühester Hinweis auf eine Nutzung als Gasthof gesehen wird. Diese fällt dann auch in eine Blütezeit der Stadt vor dem Dreißigjährigen Krieg, wo anlässlich von Kaiserkrönungsfeiern und zweier jährlicher Messen regelmäßig ein Mehrfaches der Einwohnerzahl unterzubringen und zu bewirten war.
Wohl nur das Unglück eines frühen Wirtes des Weidenhofes überlieferte den frühesten bekannten Neubau des Weidenhofs, der durch die Zusammenlegung von zwei älteren Parzellen entstand. Demnach stürzte dieser, noch unvollendet, am 28. September 1628 ein, weil die verantwortlichen Maurermeister die Gewölbe des Kellers zu schwach ausgelegt hatten. Die weitere Überlieferung, dass alleine die Neuherstellung der Gewölbe – auf Kosten der Handwerker – die damals bedeutende Summe von 2.000 Gulden erforderte, lässt erkennen, dass es sich um einen größeren Bau gehandelt haben muss. Zum Vergleich: für den baufälligen Vorgängerbau des bekannten Bürgerhauses Goldene Waage, in damaliger Bestlage an der Ecke der Hauptwirtschaftsstraße Markt und Dom, waren 1588 rund 3.000 Gulden bezahlt worden.

### Die Ära Goethe

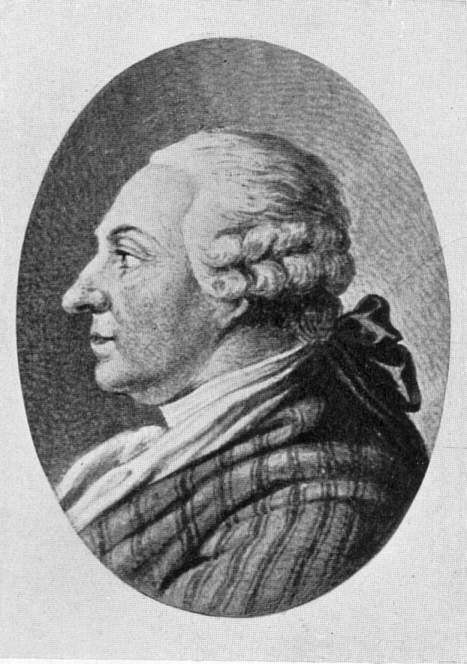
Johann Caspar Goethe, geboren 1710 in der zweiten Ehe seines als Gastwirt tätigen Vaters, ermöglichte dessen mit dem Weidenhof erwirtschaftetes Vermögen den gesellschaftlichen Aufstieg (Aquarell)

Wer 1628 als Bauherr auftrat, ist nicht überliefert. Erst ab dem Ende des 17. Jahrhunderts erhellt sich die Eigentümerhistorie: Laut einem Regest des Instituts für Stadtgeschichte verkauften am 3. Dezember 1681 Margaretha Elisabetha, die Frau des Handelsmannes Johann Erasmus Epstein, sowie Adelburgis, Frau des Juristen Johann Christian Itter, den Weidenhof für 10.750 Gulden an den Gasthalter Johann Schellhorn und seine Frau Anna Maria. Aus den Informationen geht allerdings nicht hervor, ob Schellhorn den Weidenhof zuvor schon gepachtet und betrieben hatte, oder erst jetzt übernahm.
Schellhorns Frau muss nur wenige Jahre später gestorben sein, denn bereits am 11. Juni 1688 heiratete er erneut. Zur Frau nahm er die 20-jährige Anna Kornelia Walther, Tochter des Schneidermeisters Georg Walther und seiner Ehefrau Margaretha Streng. In der Zwischenzeit war der Schneidergeselle Friedrich Georg Göthé, wie er sich selber aufgrund seiner Zeit in Frankreich schrieb, im Zuge seiner Wanderschaft in die Stadt gekommen. Am 18. April 1687 erlangte er durch die Heirat von Anna Elisabeth Lutz, der Tochter des Schneidermeisters Sebastian Lutz, das Bürgerrecht als Schneidermeister in Frankfurt am Main.
Göthés Frau starb am 6. August 1700, und Schellhorn hinterließ seine Frau mit seinem Tod am 16. September 1704 als junge Witwe. Bereits am 4. Mai 1705 heirateten beide, wodurch der Weidenhof als Vorbehaltsgut in die Ehe kam. Göthé gab nun die Schneiderei trotz großen Erfolgs auf – 1704 hatte er ein Vermögen von 15.000 Gulden und mehr, also den Höchstsatz zur Versteuerung angegeben – und widmete sich fortan ganz der Gastwirtschaft. Seine Jahre in Frankreich und sein Arbeitsgebiet der Damenschneiderei, die ihm trotz seiner einfachen Herkunft die nötigen Umgangsformen gelehrt hatten, mögen der Grund gewesen sein, wieso er den Weidenhof schnell zu großer Blüte entwickelte.
Als Friedrich Georg Göthé nach 25-jähriger Ehe, die dem Paar nur ein älteres Kind, Johann Caspar Goethe, gebracht hatte, am 10. Februar 1730 starb, hinterließ er nach Abzug aller Verbindlichkeiten ein für die Zeit beachtliches Vermögen von rund 65.000 Gulden. Dies ermöglichte seiner Familie, und noch eine Generation später ihrem berühmtesten Spross, Johann Wolfgang Goethe, ein Leben in weitgehender finanzieller Unabhängigkeit. Dennoch betrieb seine Witwe den Weidenhof mit Hilfe ihres Stiefsohns Johann Michael Goethe noch einige Jahre weiter. Nachdem auch dieser am 4. März 1733 gestorben war, verkaufte sie das Gebäude 1735 an Kaspar Jakob Petsch und dessen Ehefrau Magdalena Sibylle.

### Weitere Geschichte und Niedergang

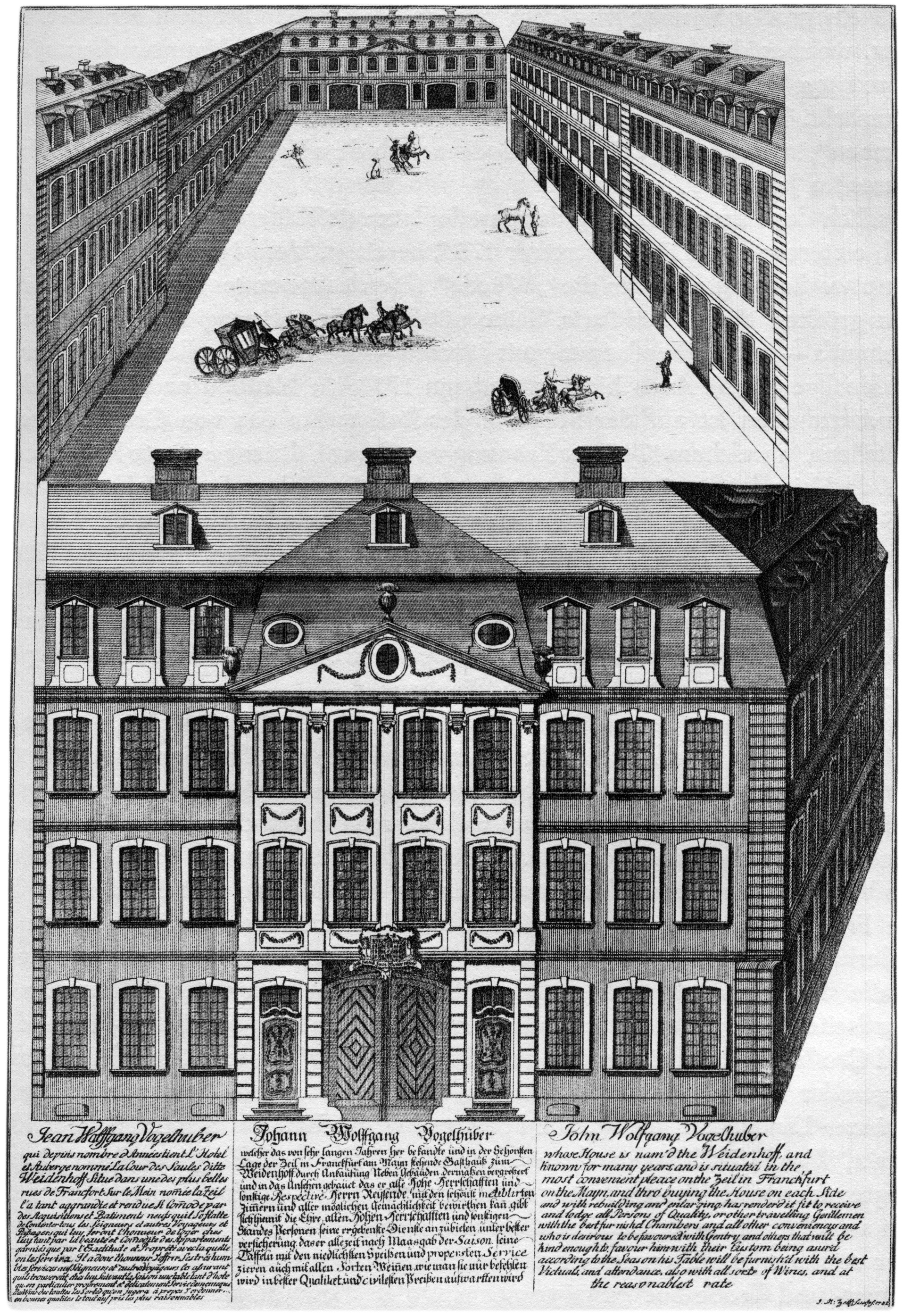
Dreisprachige Werbung für den im Louis-seize-Stil umgebauten Weidenhof, 1782 (Kupferstich)

Kaspar Jakob Petsch starb am 4. Mai 1744, seine Witwe brachte den Weidenhof in eine zweite Ehe mit, die sie am 21. Oktober 1745 mit dem Bürger und Handelsmann Ehrenfried Grunelius schloss. Magdalena Sibylle sollte jedoch auch ihren zweiten Mann überleben, und so verkaufte sie den Weidenhof einem Monat vor ihrem am 16. Mai 1761 an Johann Wolfgang Vogelhuber und seine Verlobte, Katharina Elisabetha Kayser.
Um den Eigentümerwechsel auch nach außen zu verdeutlichen und das Erscheinungsbild zu modernisieren, dürfte Vogelhuber umgehend einen eingreifenden Umbau veranlasst haben. Bereits auf einer um 1770 zu datierenden Gastkarte zeigt sich der Weidenhof in Formen des damals hochaktuellen Stil Louis-seize, ein Kupferstich von 1782 wurde noch deutlicher und warb dreisprachig, neben Deutsch auch in Englisch und Französisch, wie folgt:

„Johann Wolffgang Vogelhuber welcher das von sehr langen Jahren her bekannte und ist der schönsten Lage der Zeil in Franckfurt am Mayn stehende Gasthauß zum Weidenhoff durch Ankaufung Neben Gebäuden dermaßen vergrößert und in das Ansehen gebauet das er alle Hohe Herrschaften und sonstige Respective Herrn Reysende mit den schönst mebblierten Zimmern und aller möglichen Gemächlichkeit bewirten kan gibt sich hiermit die Ehren allen Hohen Herrschaften und sonstigen Standes Personen seine ergebenste Dienste anzubieten unter bester versicherung das er allezeit nach Maasgab der Saison seine Tafelln mit den niedlichsten Speißen und propersten Service zieren auch mit allen Sorten Weinen wie man sie nur befehlen wird in bester Qualitet und civilesten Preißen aufwartten wird“

Bezüglich der zeitgenössischen Rezeption des Weidenhofs fehlt Literatur aus der ersten Hälfte des 18. Jahrhunderts. Somit verbleibt einzig der Reichtum am Lebensende von Johann Wolfgang Goethes Großvater als Maßstab für seinen geschäftlichen Erfolg. 1747, also drei Jahre nach der Übernahme durch Petsch, lieferte Johann Bernhard Müller in seiner 1747 erschienenen Beschreibung des gegenwärtigen Zustandes der Freien Reichs-, Wahl- und Handels-Stadt Franckfurt am Mayn eine 25 Einträge umfassenden Liste der „vornehmsten Gast-Höfen“ – darin ist einer von dreien auf der Zeil der Weidenhof. 1749 nennt ein Führer zu den „Merckwürdigkeiten“ der Stadt den Weidenhof dadurch als bedeutend, als er feste An- und Abfahrtsstation der Landskutsche nach Coburg über Würzburg war. Als repräsentativ für die Verhältnisse in der Stadt in der zweiten Hälfte des 18. Jahrhunderts gelten drei weitere große Stadtbeschreibungen aus den 1780er Jahren, die im Falle des Weidenhofs jedoch auch keine weitere Erwähnung liefern.

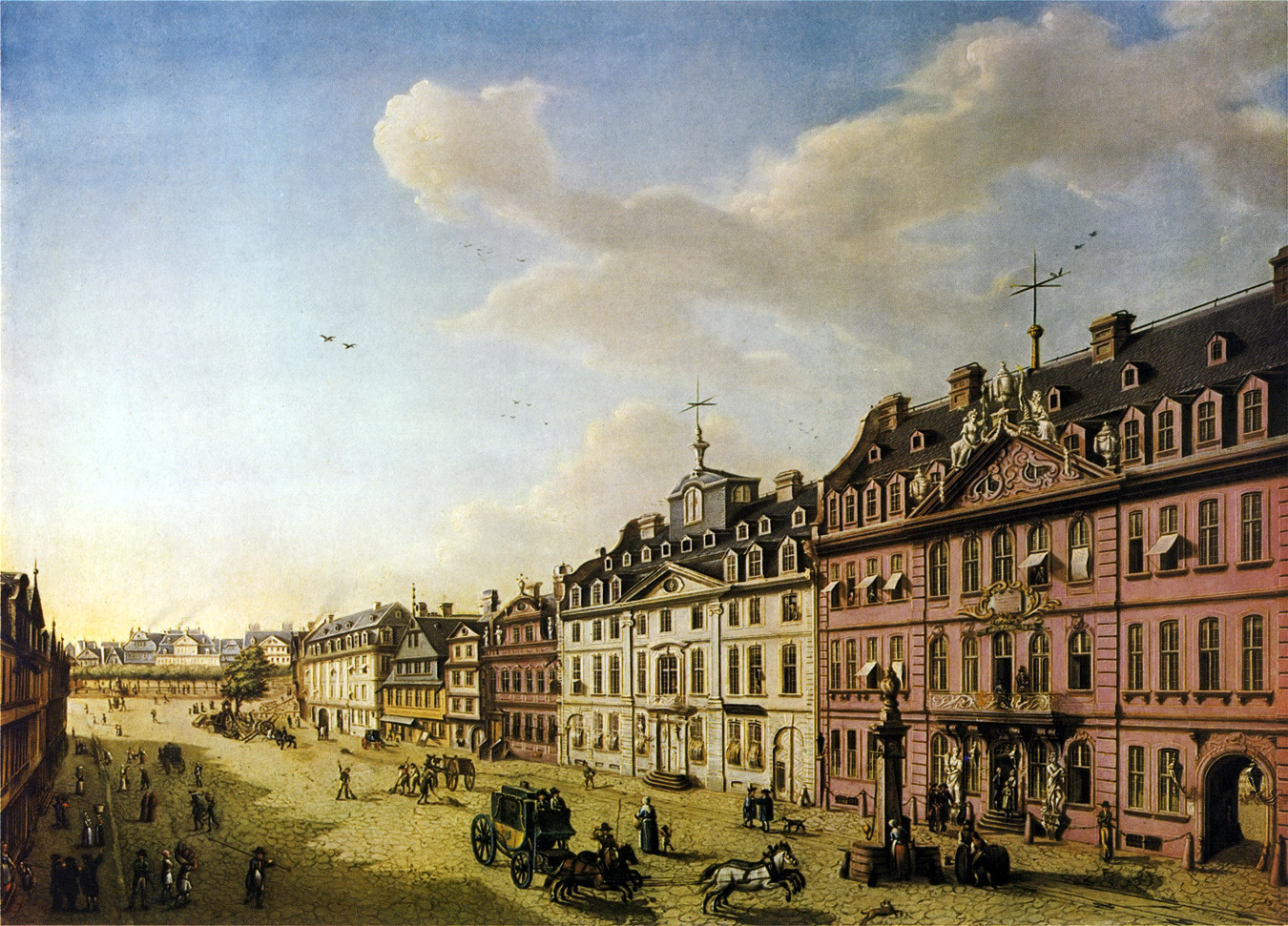
Nordseite der westlichen Zeil vom Roten Haus bis zum Weidenhof, 1793 (Ölgemälde von Johann Ludwig Ernst Morgenstern)

Vogelhuber starb wohl um 1790, denn der literarischen Überlieferung nach erwarb sein Schwiegersohn, Johann Karl Schnerr, das Gasthaus am 20. Januar 1792 von den Erben. Eine seiner ersten Maßnahmen dürfte eine klassizistische Umgestaltungen und Erweiterungen des Gebäudes gewesen sein, die nur anhand weniger Abbildungen zu belegen und, diesen folgend, ungefähr in die Zeit zwischen 1793 und 1818 einzugrenzen sind. Im erstgenannten Jahr entstand das Gemälde Nordseite der westlichen Zeil vom Roten Haus bis zum Weidenhof von Johann Ludwig Ernst Morgenstern, das den Weidenhof noch weitgehend im Zustand des Louis-seize, jedoch mit bereits reduzierten Dachaufbauten zeigt. Kurz vor 1818 schuf Anton Radl ein Gemälde der Zeil, nach dem Christian Haldenwang einen Kupferstich fertigte, der das Gebäude dann in noch weitergehend veränderter Form, das heißt mit zusätzlichem dritten Obergeschoss, darstellt.

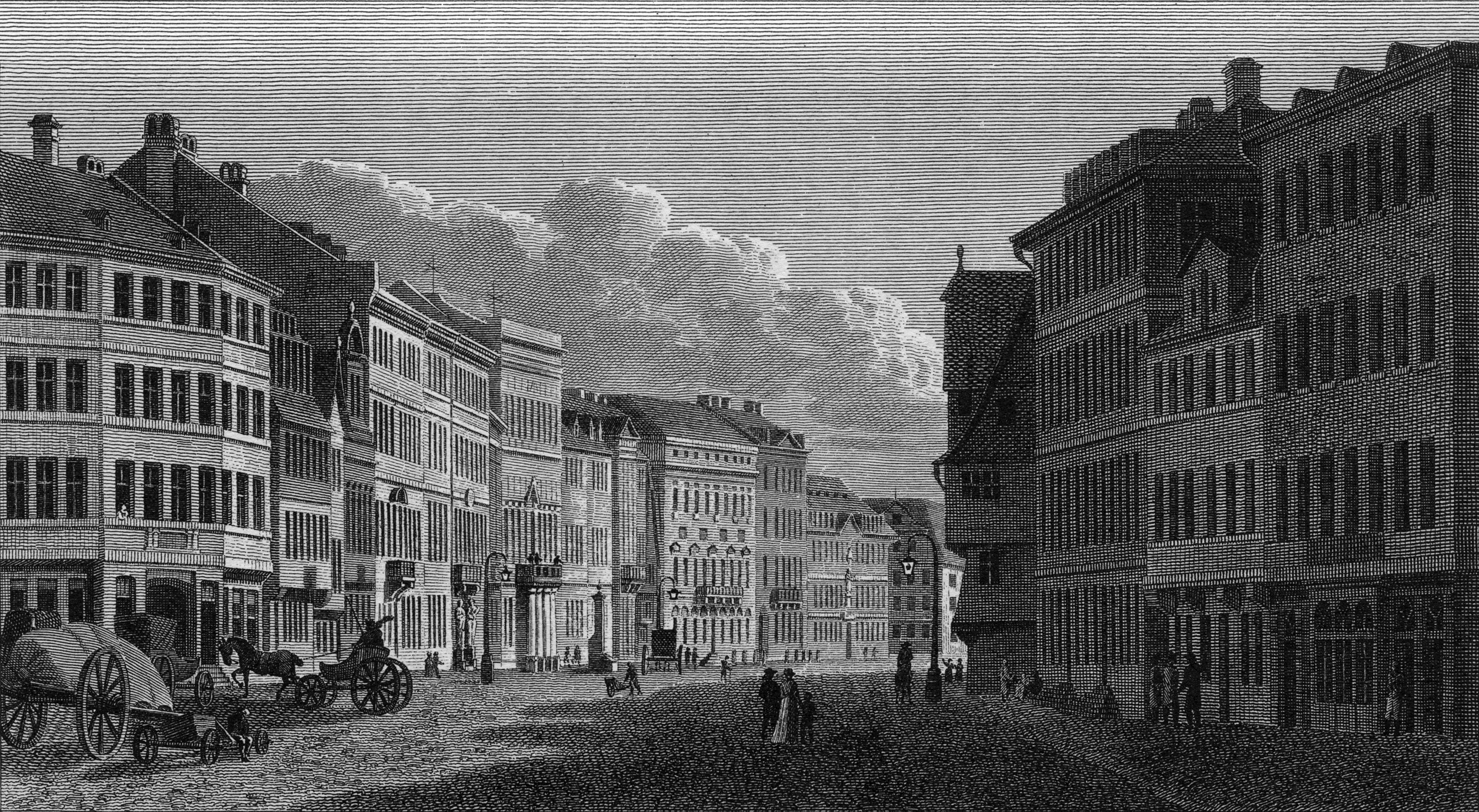
Ansicht der Zeil nach Osten, der Weidenhof ist das Gebäude ganz links, 1825 (Kupferstich von Christian Haldenwang nach Vorlage von Anton Radl)

Schnerr unterhielt den umgebauten Weidenhof vor allem als Fuhrmannsherberge noch bis in die 1830er Jahre. 1834 verkaufte er es an Ernst Friedrich von Dörnberg weiter, der Generalpostdirektor und Leiter der von Frankfurt am Main aus betriebenen Thurn-und-Taxis-Post war. Diese war damals auf der Suche nach neuen Geschäftsräumen, befand sich die Zentrale der Briefpostabteilung doch bereits seit 1766 in dem nun zu kleinen Haus D212 (Zeil 31 bzw. heute 99). Der Stern des Weidenhofs war zu diesem Weidenhof damals schon sehr weit gesunken, so heißt es:

„[...] und weil man in der Stadt der Ansicht war, dass die Post in dieses Haus verlegt werden solle, war man froh darüber, weil man glaubte, dass nunmehr der stets von diesem Hause auf der Zeile haltende Fuhrmannspark, die vielen Waaren, Fässer und Ballen und der Geruch nach Käse und Anderem verschwinden werden. [...]“

Entgegen diesen Hoffnungen stellte sich jedoch kurz nach dem Kauf heraus, dass das Gebäude nicht den neuen Anforderungen genügen konnte, weswegen man seitens von Thurn und Taxis als neuen Sitz das etwas weiter westlich gelegene Rote Haus auf der Zeil wählte. Im Jahre 1843 wurde der Weidenhof, ebenso wie sein westliches Nachbarhaus, D35 (Zeil 70 bzw. heute 120) abgebrochen, und an seiner Stelle zwei neue Gebäude hinter einer einheitlichen, zehnachsigen Fassade mit fünf Geschossen errichtet. Ebenso entstand an Stelle der zwei anschließenden schmalen Fachwerkhäuser, D36 und D37 (Zeil 72 bzw. heute 122), ein sehr ähnlicher fünfachsiger Neubau von gleicher Höhe.

### Entwicklung bis zum Zweiten Weltkrieg

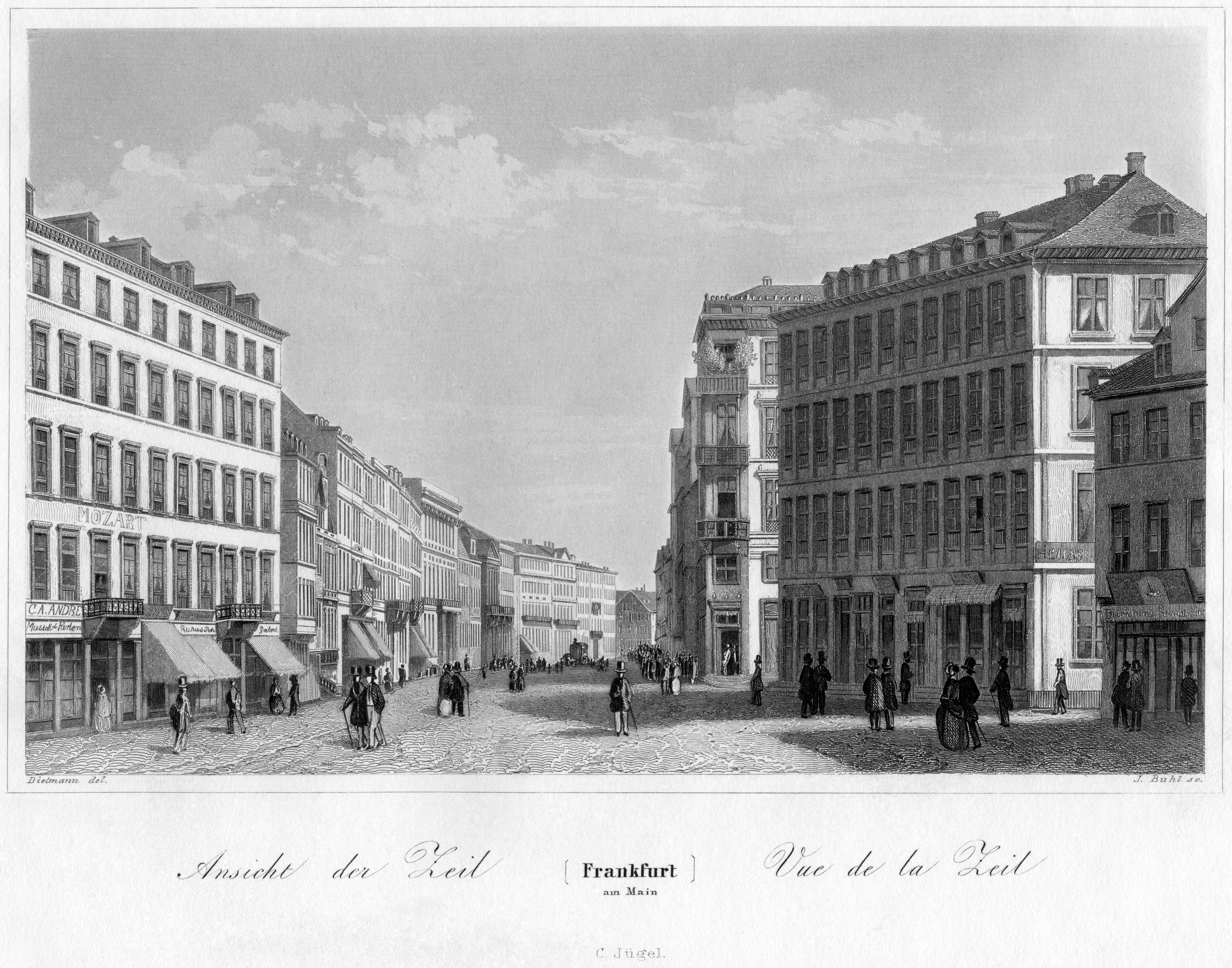
Ansicht der Zeil von der Hauptwache aus, ganz links der zehnachsige Neubau, 1845 (Stahlstich von J. Buhl nach Vorlage von Jakob Fürchtegott Dielmann)

Wer den Neubau an der Stelle des Weidenhofs aufführte, ist unbekannt, einzig für D36 und D37 (Zeil 72 bzw. heute 122) ist als Bauherr ein Schlossermeister namens Johannes Laubinger überliefert. Das Adressbuch des Jahres 1844 weist Carl August André als Inhaber von D34/35 (Zeil 68/70 bzw. heute 118/120) aus, der im Erdgeschossladen von D35 eine Musikalienhandlung betrieb, was auch ein zeitgenössischer Stahlstich bestätigt.

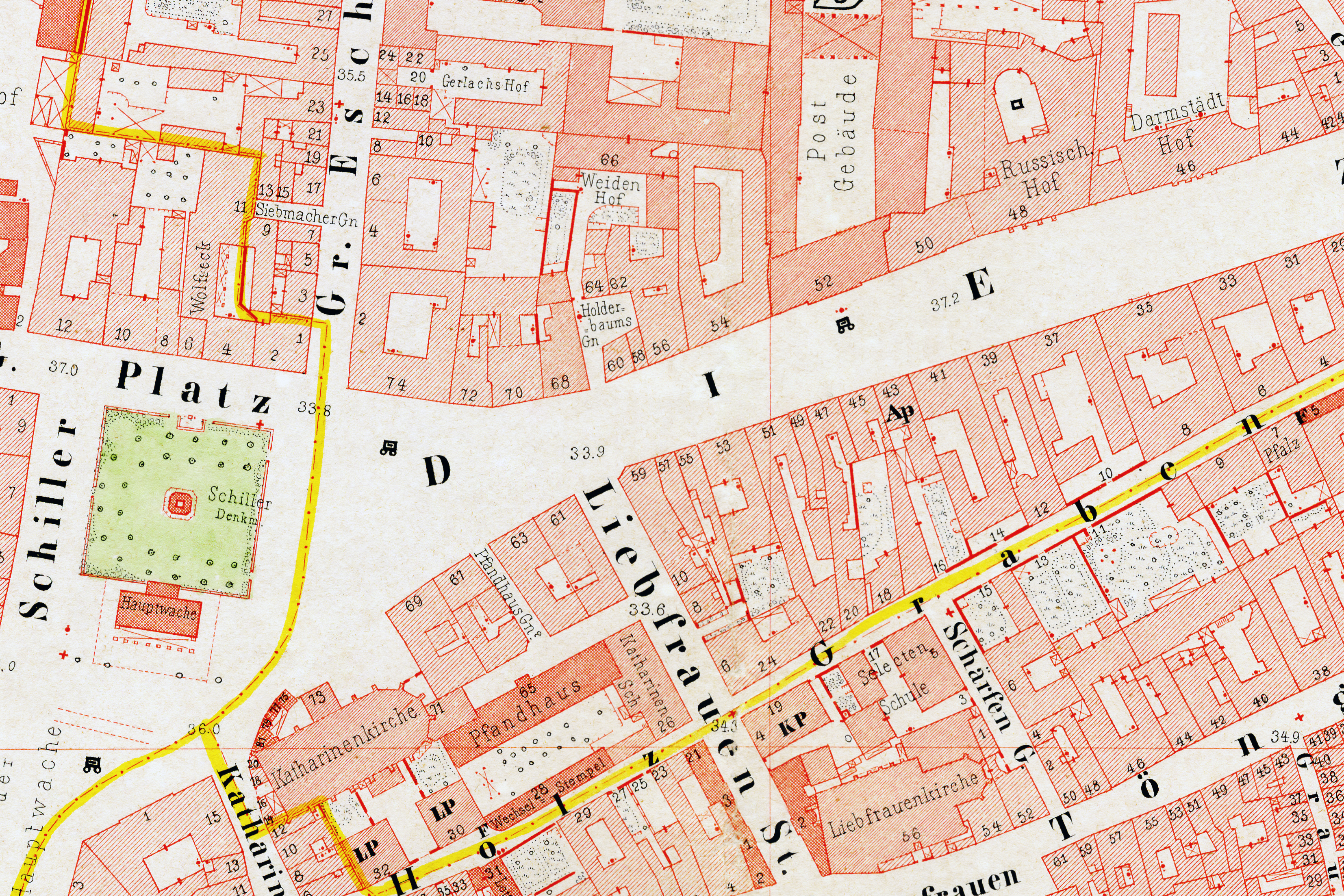
Parzellengenaue Darstellung Umgebung des ehemaligen Weidenhofs, 1862 (Chromolithografie von Friedrich August Ravenstein)

Dazu stehen Angaben aus Adressbüchern von 1850 und 1877 zumindest teilweise im Widerspruch, die weiter Ernst Friedrich von Dörnberg als Inhaber von D34 ausweisen. Da der Stahlstich die Musikalienhandlung tatsächlich nur in D35 und nicht im Nachbargebäude zeigt, ist davon auszugehen, dass die Angabe aus dem Adressbuch von 1844 nicht exakt ist. Somit traten André und Dörnberg wohl als gemeinsame Bauherren eines Bauvorhabens auf, für das ein einziger, jedoch unbekannt gebliebener Architekt aufgrund der Einheitlichkeit des Neubaus verantwortlich zeichnete.
Darüber hinaus waren mehrere Hinterhofgebäude am Weidengäßchen, im 19. Jahrhundert laut Stadtplänen auch Holderbaumsgäßchen genannt, nämlich die Häuser D27, D30 und D31 (Zeil 62–66 bzw. heute 114–116) beim Neubau des Vorderhauses erhalten geblieben. Ihre Zugehörigkeit zum Weidenhof ist unklar. Gemäß Adressbüchern von 1844 und 1850 befand sich zumindest D31 (Zeil 66 bzw. heute 116) weiter im Besitz von Ernst Friedrich von Dörnberg, was darauf hindeutet, dass es Teil des Weidenhofs war, den Dörnberg als Gesamtkomplex erworben hatte. Pläne des 19. Jahrhunderts kennzeichnen es zudem ebenso wie Zeil 68 bzw. heute 118 farblich als Teil der übrigen Postgebäude oder titulieren es gar weiter als „Weidenhof“.
Zu diesem Gebäude existiert keinerlei literarische Überlieferung, das Institut für Stadtgeschichte besitzt ein anonymes Aquarell aus dem Jahr 1860, das vermutlich den Blick aus den Obergeschossen von Zeil 66 bzw. heute 116 auf den gemeinsamen Hinterhof mit Zeil 62 bzw. heute 114 zeigt. 1877 gehörte es nicht länger Dörnberg, sondern laut Adressbuch August Osterrieth, einem Frankfurter Verleger, der dort eine Steindruckerei betrieb. Wie lange das Gebäude noch erhalten blieb, ist unbekannt, der späteste Zeitpunkt für seinen Abgang ist der Zweite Weltkrieg.

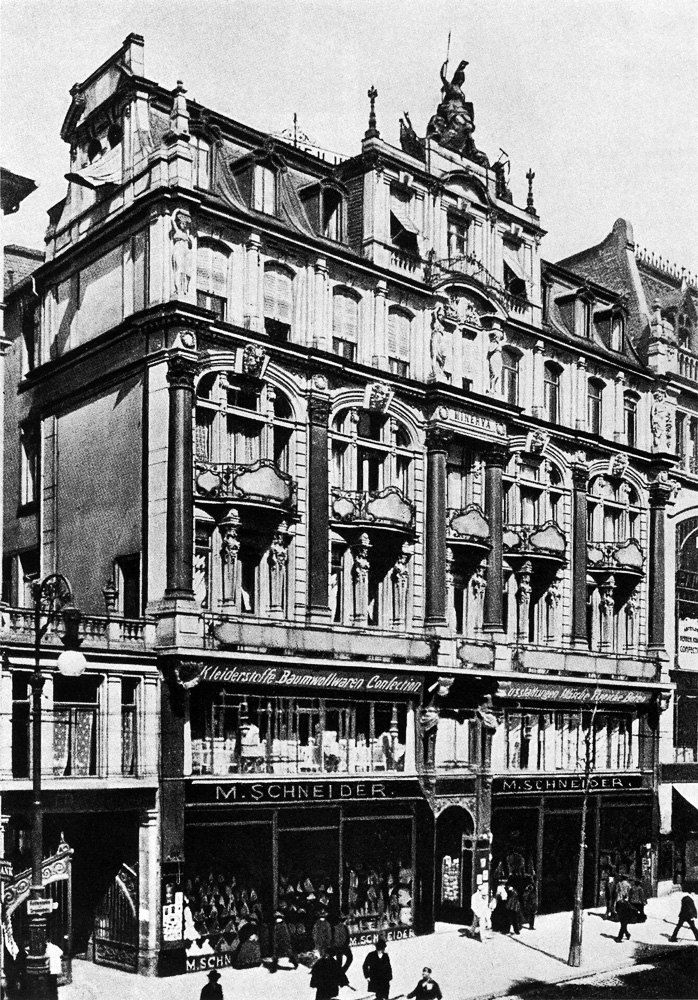
Haus Minerva von Südwesten, links das Tor zum Weidengäßchen, um 1905

Im weiteren Verlaufe des 19. Jahrhunderts zu Bedeutung gelangte das im Vorderhaus in Zeil 70 bzw. heute 118 betriebene Café Mozart, noch bedeutender war das in Zeil 72 bzw. heute 120 befindliche Café Milani als Treffpunkt der gleichnamigen Fraktion der Frankfurter Nationalversammlung. 1899 erfolgte der Abbruch der Häuser Zeil 56–64 bzw. heute 114 zugunsten eines großen, tief in die Parzelle greifenden Geschäftshauses, genannt Haus Minerva. Dieses nahm besondere Rücksicht auf das Weiden- bzw. Holderbaumsgäßchen und den im anschließenden Hof befindlichen, nun letzten Rest des Weidenhofs: Ein reich verziertes, überbautes Tor in der eklektizistischen Formensprache des Vorderhauses eröffnete von nun ab die Einfahrt, ein Schild erinnerte an den Weidenhof selbst.

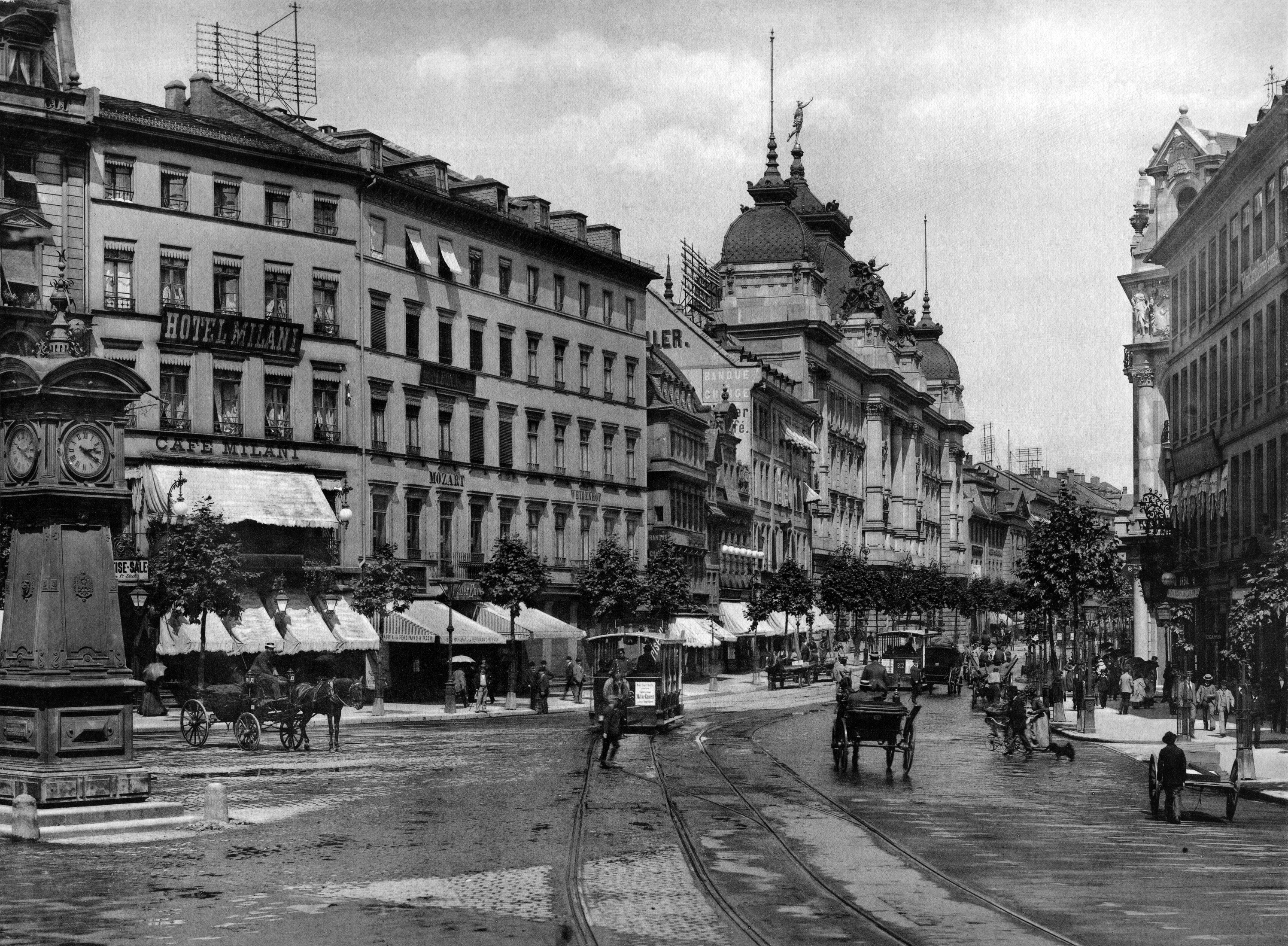
Ansicht der Zeil von Osten, links im Bild Café Milani und Café Mozart, 1898 (Fotografie von Max Junghändel)

1903 fiel auch das Haus Zeil 70 bzw. heute 120 für ein weiteres kaiserzeitliches, ein Jahr später eröffnetes Kaufhaus der Firma Frank & Baer, 1912 dann auch das nicht einmal siebzig Jahre alte ehemalige Weidenhof-Vorderhaus Zeil 118 zugunsten eines Erweiterungsbaus des gleichen Unternehmens. Letzteres hatte, wie Fotografien zeigen, über Jahrzehnte weiter mit dem geschichtsträchtigen Namens des Weidenhofs auf der Fassade geworben.
Die beiden Häuser wurden nun unter einer für die Zeit eher schlichten neoklassizistischen Fassade zusammengefasst. Zeitgleich erwarben Frank & Baer auch das Haus Zeil 122, das erst 1902 für die Buchhandlung Auffarth anstelle des traditionsreichen Café Milani errichtet worden war. Ein Jahr zuvor waren die Häuser der Zeil mit einer bis heute gültige neuen Nummerierung versehen worden.
Im Zuge der Weltwirtschaftskrise wechselten die Häuser Zeil 118–22 in den Besitz der Firma Lindemann, dann der Firma Tietz über, die sie 1928 hinter einer markanten, um die Ecke am westlichen Ende der Zeil geführten Art-Déco-Fassade zusammenfassen ließ. 1935 wurde aus der Firma Tietz infolge der nationalsozialistischen „Arisierung“ die Westdeutsche Kaufhof AG. Die Bombardierung der Stadt im Zweiten Weltkrieg, vor allem im März 1944, hinterließ auch auf der Zeil größtenteils nur Ruinen.

### Jüngste Geschichte und Wiederbelebung
Die wenigen wiederaufbaufähigen Reste der älteren Bebauung der Zeil wurden in der direkten Nachkriegszeit fast sämtlich abgebrochen. Das völlig zerstörte Kaufhaus Tietz von 1928 entstand als Kaufhof bereits 1949/50 auf den Parzellen 116–120 neu, Peek & Cloppenburg errichtete Anfang der 1950er Jahre einen Neubau auf den Parzellen Zeil 112–114. Dabei ging auch das Weidengäßchen respektive Holderbaumsgäßchen sowie die auf direkten Nachkriegsaufnahmen noch sichtbare Hinweistafel auf die Bedeutung des Weidenhofes verloren. Peek & Cloppenburg zog 1985/86 in das alte Karstadtgebäude neben dem Bienenkorbhaus, wo es sich noch heute befindet, 1991/92 entstand an dieser Stelle die Zeilgalerie. Seitdem ist die städtebauliche Situation trotz einiger oberflächlicher Umbauten des Kaufhofs und der Zeilgalerie unverändert geblieben.
2010 eröffnete im Rahmen der jüngsten Umgestaltung der Zeil ein Gastronomiebetrieb, der den Namen des Weidenhofs nach rund 170 Jahren wieder aufgenommen hat. Bis auf den Namen hat das Gebäude in einem eingeschossigen Pavillon mit der offiziellen Anschrift Zeil 104 jedoch nur wenig mit dem historischen Vorbild gemein, zumal es sich auch auf Höhe des jetzigen MyZeil-Einkaufszentrums und somit deutlich weiter östlich als der historische Weidenhof befindet. Allerdings zeigt sich die Getränke- und Speisekarte in einigen Bezeichnungen von dessen Geschichte inspiriert.

## Architektur

### Vorgängerbauten und der Neubau von 1628
Die Aussehen des um 1628 neu erbauten Weidenhofs ist unbekannt. Die früheste graphische Darstellung des Stadtgebietes, der sogenannte Belagerungsplan von 1552, ist im Bereich des Gebäudes zu undeutlich. Auf dem dagegen sehr detaillierten Plan der Stadt, den Matthäus Merian d. Ä. erstmals 1628 veröffentlichte, kann jedoch nur ein älteres Gebäude zu sehen sein, da dieses Werk auf teils deutlich älteren Vorlagen beruhte. Beispielsweise ist dort noch der Vorgängerbau der bereits 1619 fertiggestellten Goldenen Waage zu sehen.
Der Beweis für die Darstellung eines älteren Zustandes lässt sich auch auf anderem Wege erbringen: Der Neubau stieß der Überlieferung nach nämlich an das östlich von der Zeil einstechende Weidengäßchen, welches sich in der Tiefe zu einem kleinen Platz ausweitete und weitere Hofgebäuden erschloss, deren Zugehörigkeit zum Weidenhof im Einzelnen in dieser Zeit nicht mehr zu klären ist. Die Zählung der urkundlich zwischen Weidengäßchen und der nächsten Querstraße, der Großen Eschenheimer Straße, nachweisbaren Häuser ergibt jedoch, dass der Weidenhof das westliche Nachbargebäude des Eckhauses sein muss.
Der Vorgängerbau des 1628 neu errichteten Weidenhofs war nach Merian demnach ein zur Zeil hin ein traufständiges, zweigeschossiges Gebäude mit Satteldach und großem zentralen Zwerchhaus. Von der Straße führte eine den Hauseingang flankierende Durchfahrt in einen tiefen, rechteckigen Innenhof, der seinerseits vollständig von Hofgebäuden umgeben war.

### Der Vogelhubersche Neubau des Louis-seize
Ob der um 1628 erfolgte Neubau tatsächlich mehr als 100 Jahre unverändert blieb, ist nicht mehr zu klären, da keine Abbildungen oder Hinweise in der Literatur oder Archiven überliefert sind. Die Bauzeit um 1628, die annähernd das Ende der Renaissance und den Beginn des Frühbarock im Bauwesen der Stadt markierte, dürfte eine Architektur begründet haben, die über einige Jahrzehnte dem damaligen Geschmack genügen oder auch nur mit reinen Umbauten diesem angepasst werden konnte.
Die zwei in der Literatur veröffentlichten Kupferstiche, die vom neuen Besitzer Vogelhuber in den 1770er Jahren sowie 1782 herausgegeben wurden, sind im Zusammenhang mit ihrer Datierung der einzige Hinweis, dass spätestens um die Wende der 1760er zu den 1770er Jahren ein Neubau erfolgte. Die Stiche zeigen ein zehnachsiges, dreistöckiges Gebäude mit zweistöckigem Mansarddach. Die Fenster waren mit Stichbögen mit Schlusssteinen geschlossen, im Dach mit Giebeln. Die horizontale Gliederung erfolgte durch einen hervortretenden, vierachsigen Mittelrisaliten mit Dreiecksgiebel; sein Erdgeschoss bildete eine zentrale, breite Hofeinfahrt mit flankierenden Eingangstüren mit Oberlichtern. Die Achsen des Risaliten waren ihrerseits vertikal durch Pilaster mit ionischen Kapitellen geschieden, die Brüstungsfelder der Fenster zeigten im Risaliten die für den Stil namensgebenden Zopfdekorationen, ebenso das Ochsenauge des Giebels, der von drei antikisierenden Vasen bekrönt wird.

### Klassizistische Umbauten des Vogelhuberschen Neubaus
Über Gesamtansichten von topographischem Anspruch hinausgehende Einzelansichten der Zeil sind auch für das 18. Jahrhundert fast nicht vorhanden und werden erst im beginnenden 19. Jahrhundert häufiger. Nach dem sehr detaillierten Gemälde Nordseite der westlichen Zeil vom Roten Haus bis zum Weidenhof von Johann Ludwig Ernst Morgenstern aus dem Jahre 1793 war der Vogelhubersche Neubau damals schon wieder leicht verändert: Der Dreiecksgiebel des Mittelrisaliten erscheint dort zugunsten zweier einfacher Gauben im nun durchgezogenen Mansarddach zurückgebaut.
Deutlicher und durch zahlreiche Abbildungen dokumentiert ist eine eingreifendere Veränderung, die zwar auch nur grob, aber aufgrund ihres ausgereiften klassizistischen Charakters sicher in die Zeit nach 1800 datiert werden kann. Demnach erfolgte eine weitgehende Entstuckung des Gebäudes, der Einbau von gerade abschließenden klassizistischen Fenstern anstelle der barocken mit Stichbogen sowie eine Aufstockung um ein Vollgeschoss. Dieses wurde von einem flachen, traufständigen Satteldach abgeschlossen, das seinerseits nur ein Geschoss sowie drei straßenseitige Gauben aufwies. Einzig das Erdgeschoss blieb weiterhin unverändert, wie etwa eine Ansicht der Zeil durch Johann Georg Adam Strobel noch aus dem Jahre 1840, also drei Jahre vor dem endgültigen Abbruch, zeigt.

## Archivalien und Literatur

### Archivalien

#### Historisches Museum Frankfurt
- Grafische Sammlung

#### Institut für Stadtgeschichte
- Bestand Hausurkunden, Signatur 195.
- Bestand Originalgrafik, Signatur 285.

#### Hauptwerke
- Johann Georg Battonn: Oertliche Beschreibung der Stadt Frankfurt am Main – Band VI. Verein für Geschichte und Alterthumskunde zu Frankfurt am Main, Frankfurt am Main 1871 (online).
- Ludwig Braunfels: Kleine Nachlese Goethe'scher Familiennachrichten aus Frankfurt. In: Mittheilungen an die Mitglieder des Vereins für Geschichte und Altertumskunde in Frankfurt a. M. Dritter Band, Selbst-Verlag des Vereins für Geschichte und Alterthumskunde zu Frankfurt am Main, Frankfurt am Main 1865–68, S. 454–463.
- Heinrich Voelcker: Die Stadt Goethes. Frankfurt am Main im XVIII. Jahrhundert. Verlag Universitäts-Buchhandlung Blazek & Bergmann, Frankfurt am Main 1932.

#### Verwendete, weiterführende Werke
- Heinrich Bingemer, Franz Lerner: Führer durch die Goldene Wage. Presse- und Werbestelle der Stadt Frankfurt am Main, Frankfurt am Main 1935 (Schriftenreihe Frankfurter Sehenswürdigkeiten 3).
- Johann Heinrich Faber: Topographische, politische und historische Beschreibung der Reichs-, Wahl- und Handelsstadt Frankfurt am Mayn. Verlag der Jägerischen Buchhandlung, Frankfurt am Main 1788.
- Bernhard Faulhaber: Geschichte des Postwesens in Frankfurt am Main. K. Th. Völcker’s Verlag, Frankfurt am Main 1883.
- Johann Friedrich Böhmer, Friedrich Lau: Urkundenbuch der Reichsstadt Frankfurt. Zweiter Band 1314–1340. J. Baer & Co, Frankfurt am Main 1905.
- Kaiserliche Ober-Postdirection (Bearb.): Post und Telegraphie in Frankfurt am Main. Denkschrift zur Einweihung des neuen Reichs-Post- und Telegraphengebäudes an der Zeil und des vom Frankfurter Handelsstande für dasselbe gestifteten Denkmals Kaiser Wilhelms I. am 18. Oktober 1895. Verlag von August Osterrieth, Frankfurt am Main 1895.
- Wolfgang Klötzer: Zu Gast im alten Frankfurt. Hugendubel, München 1990, ISBN 3-8803-4493-0.
- Georg Friedrich Krug: Verzeichnis der Häuser nach den Quartieren, Strassen und Nummern, mit der Benennung der Hauseigentümer. In: Georg Friedrich Krug: Krug's Adress-Buch von Frankfurt am Main 1844. Mit Privilegium Hohen Senats. Verlagsbuchhandlung Georg Friedrich Krug, Frankfurt am Main 1844.
- Friedrich Krug: Die Hausnummern zu Frankfurt am Main, in einer vergleichenden Uebersicht der neuen mit den alten, und umgekehrt, zusammgestellt. Georg Friedrich Krug’s Verlags-Buchhandlung, Frankfurt am Main 1850.
- Georg Friedrich Krug: Adress-Buch von Frankfurt a. M. mit Bockenheim, Bornheim, Oberrad und Niederrad. 1877. Verlag und Druck von Mahlau & Waldschmidt, Frankfurt am Main 1877.
- Philipp Wilhelm Gercken: Historisch-statistische Beschreibung der freien Reichsstadt Frankfurt am Mayn und der herum liegenden Gegend von Homburg, Darmstadt, Hanau, Aschaffenburg, Gelnhausen etc. Kranzbühler, Worms 1788.
- Johann Anton Moritz: Versuch einer Einleitung in die Staatsverfassung derer Oberrheinischen Reichsstädte. Erster Theil. Reichsstadt Frankfurt (Abschnitt 1–3). Andreäische Buchhandlung, Frankfurt am Main 1785 (online).
- Johann Anton Moritz: Versuch einer Einleitung in die Staatsverfassung derer Oberrheinischen Reichsstädte. Zweyter Theil. Reichsstadt Frankfurt (Abschnitt 4). Andreäische Buchhandlung, Frankfurt am Main 1786 (online).
- Johann Bernhard Müller: Beschreibung des gegenwärtigen Zustandes der Freien Reichs-Wahl- und Handels-Stadt Franckfurt am Mayn. Johann Friedrich Fleischer, Franckfurt am Mayn 1747.
- Wolfgang Christoph Multz: Einige Besonders zu sehende Merckwürdigkeiten Des Heil. Röm. Reichs Wahl- und Handels-Stadt Franckfurt am Mayn. Wolffgang Christoph Multzen, Franckfurt am Mayn 1749.
- Helmut Nordmeyer: Die Zeil. Bilder einer Straße vom 17. Jahrhundert bis zur Gegenwart. Societäts-Verlag, Frankfurt am Main 1997.
- Anton Schindling: Wachstum und Wandel vom Konfessionellen Zeitalter bis zum Zeitalter Ludwigs XIV. Frankfurt am Main 1555–1685. In: Frankfurter Historische Kommission (Hrsg.): Frankfurt am Main – Die Geschichte der Stadt in neun Beiträgen. (= Veröffentlichungen der Frankfurter Historischen Kommission. Band XVII). Jan Thorbecke, Sigmaringen 1991, ISBN 3-7995-4158-6.
- Hermann Karl Zimmermann: Das Kunstwerk einer Stadt. Frankfurt am Main als Beispiel. Verlag Waldemar Kramer, Frankfurt am Main 1963.

#### Abbildungen (soweit bibliografisch nachweisbar)
- Bibliographisches Institut (Hrsg.): Meyers Großes Konversations-Lexikon. Ein Nachschlagewerk des allgemeinen Wissens. Sechste, gänzlich neubearbeitete und vermehrte Auflage. Bibliographisches Institut, Leipzig und Wien 1902–10.
- Jakob Fürchtegott Dielmann: Frankfurt am Main. Album der interessantesten und schönsten Ansichten alter und neuer Zeit. 2. Auflage. Verlag von Carl Jügel, Frankfurt am Main 1848.
- Eduard Foltz-Eberle: Geometrischer Grundriss von Frankfurt a. M. u. Sachsenhausen mit der nächsten Umgebung. Köbig & Kruthoffer, Frankfurt am Main 1854.
- Johann Friedrich Morgenstern: Kleine Ansichten von Frankfurt am Main in 36 gestochenen und illuminirten Erinnerungsblättern. Faksimile der Auflage Friedrich Wilmans, Frankfurt am Main 1825 im farbigen Lichtdruck. F. Lehmann am Römerberg 3, Frankfurt am Main 1913.
- Friedrich August Ravenstein: August Ravensteins Geometrischer Plan von Frankfurt am Main. Verlag des geographischen Instituts zu Frankfurt am Main, Frankfurt am Main 1862.
- Christian Friedrich Ulrich: Geometrischer Grundriss der Freyen Stadt Frankfurt und Sachsenhausen mit ihrer fruchtbaren Umgegend bis auf 1/4tel Stunde Entfernung im Jahr 1819. Verlag von Carl Christian Jügel, Frankfurt am Main 1819.